# Olympische Sommerspiele 2000/Teilnehmer (Argentinien)
| Gelbes Symbol für Goldmedaillen mit stilisierten Olympischen Ringen | Graues Symbol für Silbermedaillen mit stilisierten Olympischen Ringen | Braundes Symbol für Bronzemedaillen mit stilisierten Olympischen Ringen |
| ------------------------------------------------------------------- | --------------------------------------------------------------------- | ----------------------------------------------------------------------- |
| —                                                                   | 2                                                                     | 2                                                                       |

Argentinien nahm 2000 zum 20. Mal an den Olympischen Sommerspielen teil. Es qualifizierten sich insgesamt 143 argentinische Athleten in 21 verschiedenen Sportarten für die Spiele in Sydney.
Argentinien konnte je zwei Silber- und Bronzemedaillen gewinnen. Die Silbermedaillen wurden von der Damenhockeymannschaft und dem Windsurfer Carlos Espínola gewonnen, die Europe-Seglerin Serena Amato sowie die 470er-Segler Javier Conte und Juan de la Fuente gewannen die Bronzemedaillen.

## Übersicht der Teilnehmer

### Boxen
- Omar Andrés Narváez
Fliegengewicht (51 kg)

- Ceferino Labarda
Bantamgewicht (54 kg)

- Israel Pérez
Federgewicht (57 kg)

- Víctor Hugo Castro
Halbweltergewicht (63,5 kg)

- Guillermo Saputo
Weltergewicht (67 kg)

- Mariano Carrera
Mittelgewicht (75 kg)

- Hugo Garay
Halbschwergewicht (81 kg)

### Fechten
- Alejandra Carbone
Damen, Florett Einzel
- Diego Drajer
Herren, Säbel Einzel
- Leandro Marchetti
Herren, Florett Einzel

### Gewichtheben
- Nora Köppel
Frauen; Mittelgewicht

- Darío Lecman
Männer; Halbschwergewicht

### Hockey
| Damen | Herren |
| --- | --- |
| Magdalena Aicega Mariela Antoniska Inés Arrondo Luciana Aymar María Paz Ferrari Anabel Gambero Agustina García María de la Paz Hernández Laura Maiztegui Mercedes Margalot Karina Masotta Vanina Oneto Jorgelina Rimoldi Cecilia Rognoni Ayelén Stepnik Paola Vukojicic | Mario Almada Santiago Capurro Mariano Chao Juan Pablo Hourquebie Jorge Lombi Tomás MacCormik Pablo Moreira Germán Orozco Fernando Oscaris Ezequiel Paulón Máximo Pellegrino Carlos José Retegui Marco Riccardi Matías Vila Rodrigo Vila Fernando Zylberberg |

### Judo
- Sebastián Alquati
Männer, Leichtgewicht (–71 kg)

- Orlando Baccino
Männer, Schwergewicht (+100 kg)

- Alejandro Bender
Männer, Halbschwergewicht (–100 kg)

- Eduardo Costa
Männer, Mittelgewicht (–90 kg)

- Gastón García
Männer, Halbmittelgewicht (–81 kg)

- Daniela Krukower
Frauen, Mittelgewicht (–70 kg)

- Jorge Lencina
Männer, Extraleichtgewicht (–60 kg)

- Carolina Mariani
Frauen, Halbleichtgewicht (–52 kg)

- Martín Ríos
Männer, Halbleichtgewicht (–66 kg)

### Kanu
- Javier Correa
Männer, Einer-Kajak 500 m und 1000 m
- Fernando Redondo
Männer, Zweier-Kajak 1000 m mit Abelardo Sztrum
- Abelardo Sztrum
Männer, Zweier-Kajak 1000 m mit Fernando Redondo

### Leichtathletik
100 m
- Gabriel Simón

100 m Hürden
- Verónica de Paoli

200 m
- Carlos Gats

400 m
- Gustavo Aguirre

5000 m
- Elisa Cobañea

Diskuswurf
- Marcelo Pugliese

Hammerwurf
- Juan Ignacio Cerra

Hochsprung
- Solange Witteveen

Marathon
- Oscar Cortínez

Stabhochsprung
- Alejandra García

Weitsprung
- Andrea Ávila

### Radsport

#### Bahn
- Guillermo Brunetta
Herren, 4000-m-Mannschaftsverfolgung

- Gabriel Curuchet
Madison

- Juan Esteban Curuchet
Madison
Punktefahren

- Gonzalo García
4000-m-Mannschaftsverfolgung

- Walter Pérez
4000-m-Einzelverfolgung
4000-m-Mannschaftsverfolgung

- Edgardo Simón
4000-m-Mannschaftsverfolgung

#### Mountainbike
Frauen
- Jimena Florit

Männer
- Ignacio Gili

### Reiten
- Martín Dopazo
Springreiten, Einzel

### Rudern
Einer Frauen
- Paola López

Einer Männer
- Sergio Fernández

Doppelzweier Leichtgewicht Frauen
- María Garisoain
- Marisa Peguri

Doppelzweier Leichtgewicht Männer
- Ulf Lienhard
- Sebastián Massa

Zweier Ohne Männer
- Diego Aguirregomezcorta
- Damian Ordás

### Schießen
- Pablo Álvarez
Männer; Luftgewehr (10 m), KK-Dreistellungskampf, KK-Liegendkampf (50 m)

- Daniel Felizia
Männer; Schnellfeuerpistole (25 m)

- Amelia Fournel
Frauen; Luftgewehr (10 m), KK-Dreistellungskampf

- Jorge Guarnieri
Männer; Trap

### Schwimmen
- Pablo Abal
Männer; 100 m Schmetterling, 4 × 100 m Lagen

- Ana Carolina Aguilera
Frauen; 200 m Schmetterling

- Walter Arciprete
Männer; 200 m Lagen

- Georgina Bardach
Frauen; 400 m Lagen

- Cecilia Biagioli
Frauen; 800 m Freistil

- Andrés Bicocca
Männer; 200 m Brust

- Sergio Ferreyra
Männer; 100 m Brust, 4 × 100 m Lagen

- Agustín Fiorilli
Männer; 400 m Freistil, 1500 m Freisti

- María Virginia Garrone
Frauen; 200 m Lagen

- José Martín Meolans
Männer; 50 m Freistil, 100 m Freistil, 4 × 100 m Lagen

- Eduardo Otero
Männer; 100 m Rücken, 200 m Rücken, 4 × 100 m Lagen

- María Pereyra
Frauen; 100 m Schmetterling

- Florencia Szigeti
Frauen; 100 m Freistil, 200 m Freistil

### Segeln
Windsurfen
- Frauen:
- Männer: Carlos Espínola

Finn
- Frauen: Serena Amato

470er
- Frauen: Paula Reinoso/María Fernanda Sesto
- Männer: Javier Conte/Juan de la Fuente

Tornado
- Santiago Lange/Mariano Parada

Laser
- Diego Romero

Star
- Eduardo Farré/Mariano Lucca

### Taekwondo
- Alejandro Hernando
Männer; Federgewicht (-68 kg)

- Gabriel Taraburelli
Männer; Fliegengewicht (-58 kg)

### Tennis
- Juan Ignacio Chela
Männer; Einzel, Doppel

- Gastón Gaudio
Männer; Einzel

- Florencia Labat
Frauen; Einzel

- Laura Montalvo
Frauen; Doppel

- María Emilia Salerni
Frauen; Einzel

- Franco Squillari
Männer; Einzel

- Paola Suárez
Frauen; Einzel, Doppel

- Mariano Zabaleta
Männer; Einzel, Doppel

### Tischtennis
- Song Liu
Männer; Einzel, Doppel

- Pablo Tabachnik
Männer; Doppel

### Triathlon
- Oscar Galíndez
Männer

### Turnen

#### Kunstturnen
- Melina Sirolli
Frauen; Boden, Sprung, Stufenbarren, Mehrkampf Einzel

### Volleyball

#### Beachvolleyball
- Team 1
Mariano Baracetti
Martín Conde

- Team 2
Eduardo Esteban Martínez
José Salema

#### Hallenvolleyball
Herren
- Jerónimo Bidegain
- Hugo Conte
- Sebastián Firpo
- Christian Lares
- Leandro Maly
- Pablo Meana
- Marcos Milinkovic
- Leandro Patti
- Pablo Pereira
- Juan Pablo Porello
- Alejandro Spajić
- Carlos Weber

### Wasserspringen
- Svetlana Ishkova
Frauen, Kunstspringen 3-m-Brett